# The Tracey Fragments
The Tracey Fragments is een film uit 2007 onder regie van Bruce McDonald. De film ging in première in een filmfestival in Berlijn op 8 februari 2007. De film werd in slechts 14 dagen gefilmd.

## Verhaal
Tracey Berkowitz is een disfunctionele 15-jarige die haar dagen naakt, verborgen onder een douchegordijn, doorbrengt in een bus. Ondertussen is ze op zoek naar haar broer Sonny, die denkt dat hij een hond is.

## Rolverdeling
| Acteur                   | Personage                   |
| ------------------------ | --------------------------- |
| Ellen Page               | Tracey Berkowitz            |
| Kate Todd                | Debbie Dodge                |
| Ryan Cooley              | David                       |
| Libby Adams              | Jongere Tracey Berkowitz    |
| Ari Cohen                | Mr. Berkowitz               |
| Maxwell McCabe-Lokos     | Lance                       |
| Zie Souwand              | Sonny                       |
| Derek Scott              | Headstand Johnny            |
| Slim Twig                | Billy Zero                  |
| Julian Richings          | Dr. Heker                   |
| Sydney Rodgers           | Tracy Berkowitz Imagination |
| George Stroumboulopoulos | Zichzelf                    |